# Чили (село)
Чили (каз. Шилі) — село в Аулиекольском районе Костанайской области Казахстана. Входит в состав Сулыкольского сельского округа. Находится примерно в 25 км к юго-востоку от районного центра, села Аулиеколь. Код КАТО — 393647300.

## Население
В 1999 году население села составляло 313 человек (152 мужчины и 161 женщина). По данным переписи 2009 года, в селе проживало 199 человек (92 мужчины и 107 женщин).